# Armée du Cumberland

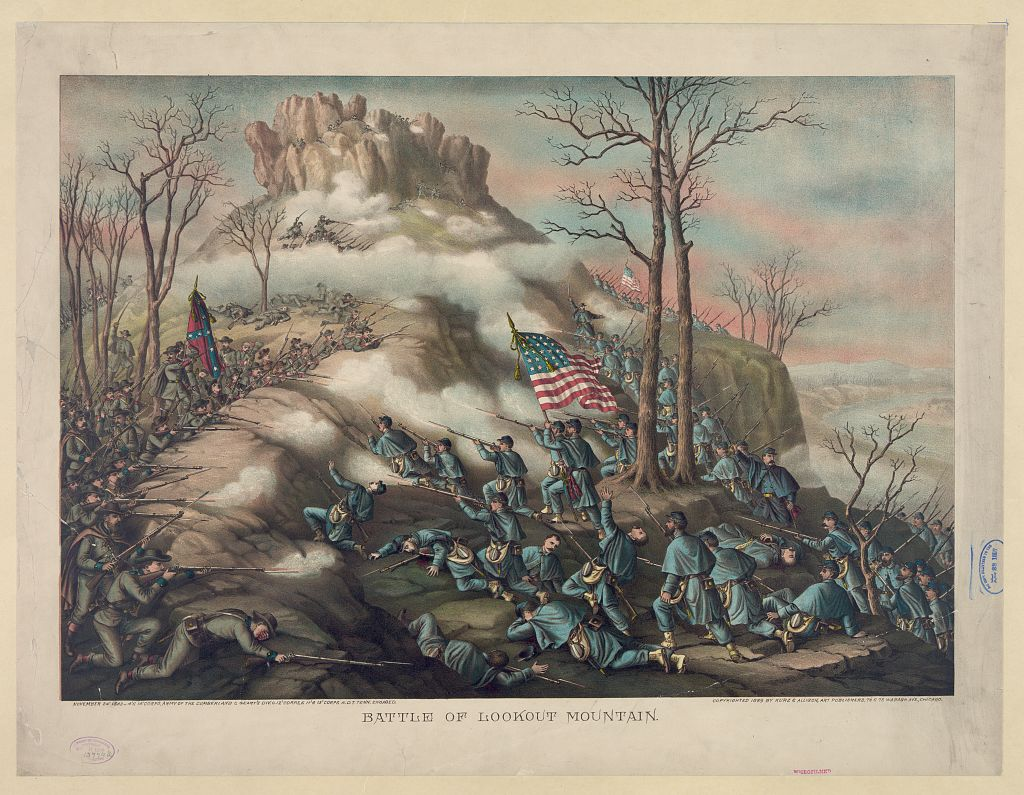
Bataille de Lookout Mountain

L’armée du Cumberland (Army of the Cumberland, en anglais) est l'une des principales armées de l'Union dans la partie ouest du théâtre des opérations pendant la guerre de Sécession. Elle fut créée sous le nom d'Armée de l'Ohio.

## Histoire

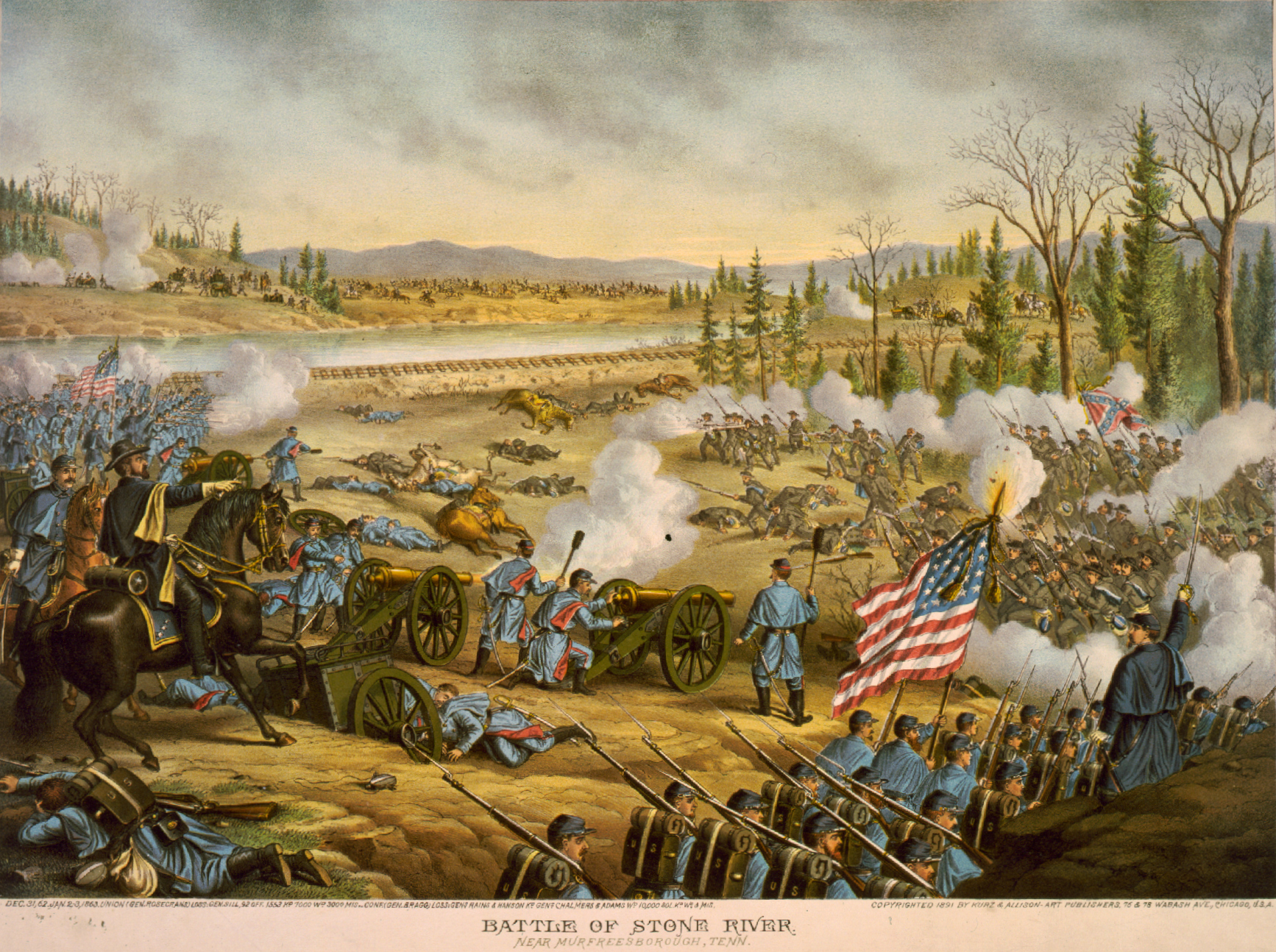
Bataille de la Stones River (Murfreesboro pour les Confédérés) du 31 décembre 1862 au 2 janvier 1863 au sud-est de Nashville.

L'origine de l’Armée du Cumberland remonte à la création de l'Armée de l'Ohio en novembre 1861, sous le commandement du brigadier-général Robert Anderson. Elle combat sous ce nom jusqu'à ce que le major-général des États-Unis William Starke Rosecrans en prenne le commandement ainsi que la tête du Département du Cumberland, et change le nom de l'unité combinée en "Armée du Cumberland". Quand Rosecrans prend le commandement, l'armée et le XIVe corps sont une seule unité, divisée en trois ailes, commandées par  Alexander McCook (Droite), George H. Thomas (Centre), et Thomas L. Crittenden (Gauche).

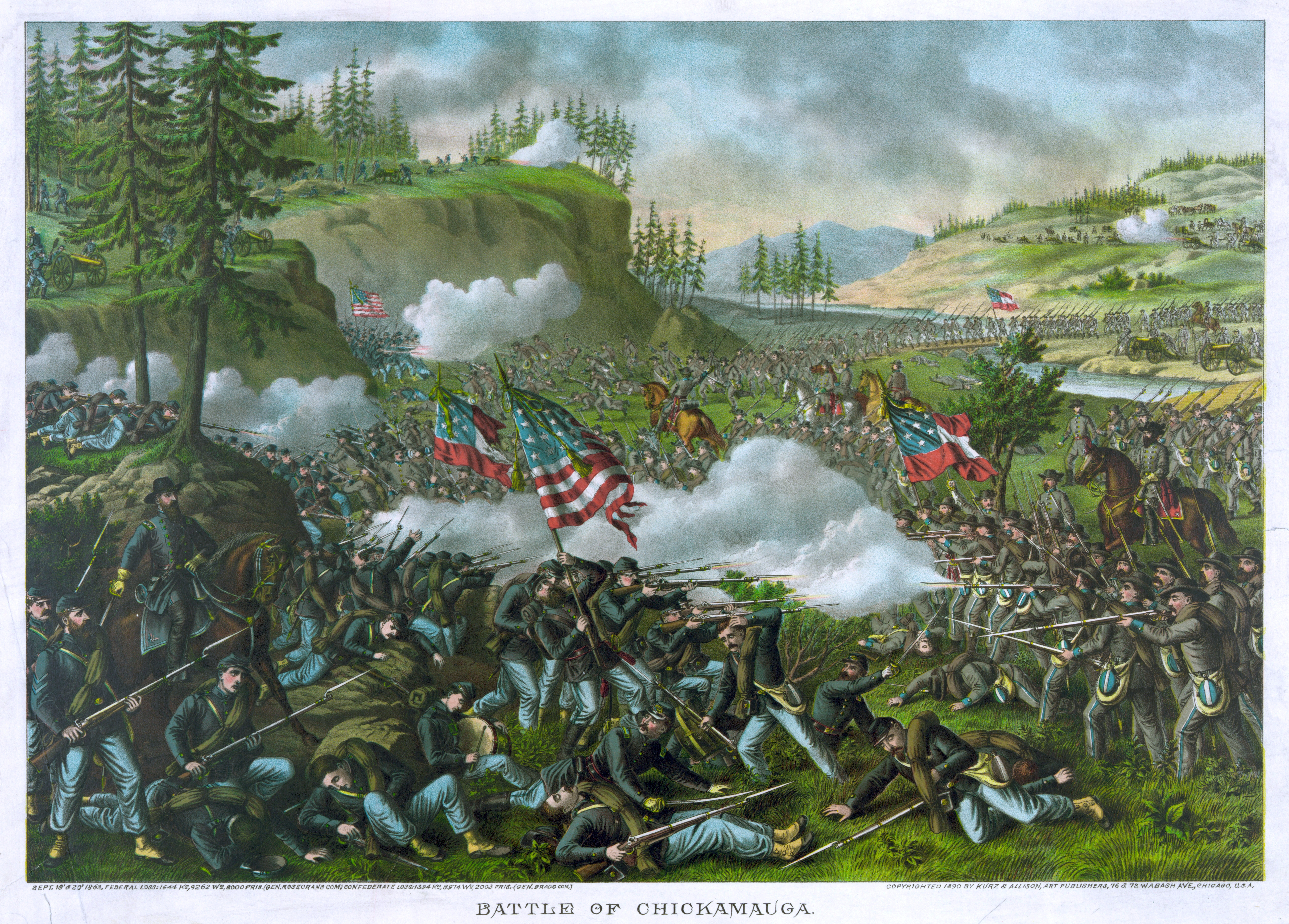
19 septembre 1863, Bataille de Chickamauga.

Le premier engagement significatif de cette armée a lieu lors de la bataille de la Stones River. Après cette bataille, l'armée et le XIVe Corps sont séparés. L'ancienne aile centrale devient le XIVe Corps, l'aile droite, le XXe Corps, et l'aile gauche, le XXIe Corps. Rosecrans conserve le commandement de l'armée et la conduit au travers de la campagne de Tullahoma et de la bataille de Chickamauga, après quoi l'armée est assiégée à Chattanooga. Le major-général Ulysses S. Grant arrive à Chattanooga pour assumer le commandement de l'Armée du Cumberland, de l’Armée du Tennessee (Union), et des renforts de l’Armée du Potomac. Rosecrans était un commandant populaire et respecté, mais en raison de sa défaite à Chickamauga et de son incapacité à briser le siège des confédérés, Grant choisit de le remplacer par George H. Thomas le 28 octobre 1863.

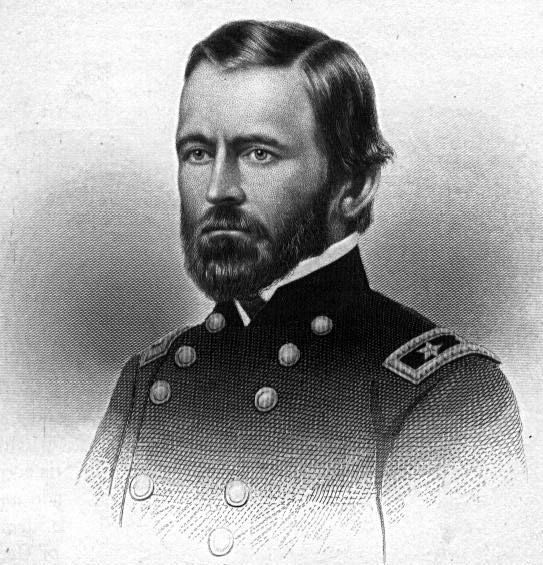
Ulysses Simpson Grant (1822-1885), général américain, chef d'état-major des troupes de l'Union lors de la Guerre de Sécession, et dix-huitième président des États-Unis d'Amérique.

Lors de la bataille de Chattanooga, Grant hésite à utiliser l'Armée du Cumberland dans les principaux combats, craignant que leur moral soit trop bas après la défaite de Chickamauga. À la place, il fait appel aux vétérans de l'Armée du Potomac, fiers de leur récente victoire à la bataille de Gettysburg, et leur ordonne de prendre la position connue sous le nom de Lookout Mountain. Il prévoit également d'utiliser les troupes de l’Armée du Tennessee (Union), également vainqueurs du siège de Vicksburg, pour attaquer le flanc droit des Confédérés sur Missionary Ridge. L'Armée du Cumberland se voit confier la tâche mineure de prendre les tranchées situées au bas de la colline de Missionary Ridge. Cependant, une fois leur objectif atteint, quatre divisions (l'une dirigée par Philip H. Sheridan) poursuivent leur progression et s’enfoncent profondément dans le centre confédéré, provoquant sa déroute. Lorsque Grant demande avec colère qui a donné l’ordre à ces troupes d’attaquer cette crête, Thomas et Gordon Granger, un des commandants de corps de cette armée, répondent qu'ils n’en savent rien. Thomas dit alors à Grant : « Une fois que ces garçons sont lancés, tout l'enfer ne peut les arrêter. »
Après Chattanooga, le major-général William T. Sherman prend le commandement de toutes les armées de l'ouest et crée un groupe d’armée avec l’Armée du Cumberland, l’Armée du Tennessee (Union) et l'Armée de l'Ohio, et marche vers Atlanta. En septembre, Atlanta tombe entre les mains du groupe armé de Sherman. Quand le général confédéré John B. Hood quitte Atlanta en se dirigeant vers le nord, Sherman choisit de ne pas le suivre, et détache l'Armée du Cumberland et l'Armée de l'Ohio à sa poursuite. Thomas rejoint finalement Hood qui tente d'assiéger Nashville, l’engage lors de la bataille de Nashville et anéantit presque complètement l'Armée du Tennessee (Confédérée). Cette bataille est la dernière action militaire significative de l'Armée du Cumberland. Plus tard, en 1865, elle participe à la grande revue des armées à Washington.

## Commandants
| Commandant                         | Major-général William S. Rosecrans                                                 | Major-général George H. Thomas                                                                            |
| ---------------------------------- | ---------------------------------------------------------------------------------- | --- |
| Portrait                           |                                                                                    | |
| Légende                            | William Starke Rosecrans (1819–1898), premier commandant de l'Armée du Cumberland. | George Henry Thomas (1816-1870), général américain né en Virginie, resta fidèle à L'Union.                |
| Du                                 | 24 octobre 1862                                                                    | 19 octobre 1863                                                                                           |
| Au                                 | 19 octobre 1863                                                                    | 1er août 1865                                                                                             |
| Campagnes et principales batailles | Bataille de la Stones River, Campagne de Tullahoma, Bataille de Chickamauga        | Troisième Bataille de Chattanooga, Campagne d'Atlanta, Bataille de Peachtree Creek, Bataille de Nashville |